# Kentucky Derby 1901
Kentucky Derby 1901 var den tjugosjunde upplagan av Kentucky Derby. Löpet reds den 29 april 1901 över 1 1⁄4 miles (2 012 m). Löpet vanns av His Eminence som reds av Jimmy Winkfield och tränades av Frank B. Van Meter.
Förstapriset i löpet var 4 850 dollar. Fem hästar deltog i löpet.

## Resultat
| P | Häst         | Jockey            | Tränare            | Land | Tid     |
| - | ------------ | ----------------- | ------------------ | ---- | ------- |
| 1 | His Eminence | Jimmy Winkfield   | Frank B. Van Meter | USA  | 2:07.75 |
| 2 | Sannazarro   | Winfield O'Connor | William M. Hayes   | USA  |         |
| 3 | Driscoll     | Jimmy Boland      | Woodford Clay      | USA  |         |
| 4 | Amur         | James Dupree      |                    | USA  |         |
| 5 | Alard Scheck | Johnny Woods      | John F. Schorr     | USA  |         |

Segrande uppfödare: Overton H. Chenault (KY)